# Navacarros
Navacarros es un municipio y localidad española de la provincia de Salamanca, en la comunidad autónoma de Castilla y León. Se integra en la comarca de la Sierra de Béjar. Pertenece al partido judicial de Béjar y a la Mancomunidad Ruta de la Plata.
Su término municipal está formado por las localidades de Navacarros y Vistahermosa, ocupa una superficie total de 8,55 km² y, según los datos demográficos recogidos en el padrón municipal elaborado por el INE en el año 2017, cuenta con una población de 104 habitantes.

## Geografía
Integrado en la comarca de Sierra de Béjar, se sitúa a 71 kilómetros de Salamanca. El término municipal está atravesado por un tramo de la Autovía Ruta de la Plata (A-66) y de la carretera nacional N-630 (pK 410), por la carretera provincial SA-100, en el tramo entre Vallejera de Riofrío y La Hoya, y por una carretera local que se dirige hacia Candelario.   
El relieve del municipio es muy montañoso, contando con parte de los terrenos de la estación de esquí de La Covatilla y con algunas de las mayores altitudes de la Sierra de Béjar. La altitud oscila entre los 2364 metros al sur (pico Canchal Negro), en el límite con la provincia de Ávila, y los 1040 metros a orillas del río Riofrío, al norte. El pueblo se alza a 1109 metros sobre el nivel del mar.  
| Noroeste: Béjar | Norte: Vallejera de Riofrío  | Nordeste: La Hoya |
| Oeste: Béjar    |                              | Este: La Hoya     |
| Suroeste: Béjar | Sur: Solana de Ávila (Ávila) | Sureste: La Hoya  |

## Historia
A pesar de no haberse encontrado muchos vestigios históricos, sabemos a través de diversos escritos que los Celtas fueron los primeros en asentarse en la zona. 
Posteriormente la zona fue invadida por el Imperio romano, de los cuales conocemos que llamaban a la zona "Pagus Deobriga". Ya iniciada la romanización de Hispania, se comunicó Pagus Deobriga mediancte una calzada romana, que llegaba hasta la Vía de la Plata, ruta que unía Asturica Augusta (Astorga) con Augusta Emerita (Mérida). Durante este periodo se tiene constancia de que los habitantes de la zona se dedicaban al cuidado del ganado porcino, a la agricultura minifundista y a la extracción de plata (no se conoce la ubicación exacta de las minas).
De la presencia del pueblo árabe en Pagus Deobriga no hay ningún testimonio escrito. Sin embargo, parte de la vegetación existente pudiera haber sido plantada por ellos: el Té Moruno que crece espontáneamente en algunas fincas del pueblo, laureles y árboles frutales (perales, manzanos, cerezos, etc.). De las costumbres musulmanas también se han heredado, entre otras, el pastoreo y la agricultura doméstica existente hasta no hace muchos años, con cantidad de huertos donde se cultivaban todo tipo de hortalizas.
Desde entonces y hasta el siglo XIII y con la llegada de gentes cristianas también se asentaron en este territorio judíos, árabes y mozárabes. Así el pueblo de Pagus Deobriga pasa varias veces de pertenecer de un concejo o villa a otra, entre el de Ávila y la de Béjar, quedándose por fin en la villa de Béjar, gracias a la creación de un padrón, donde obligatoriamente se registran los habitantes, excepto los enfermos que no están obligados a ello. En ese momento es cuando seguramente aparece el nuevo nombre que se le dará al pueblo de Pagus Deobriga y que permanecerá hasta nuestros días. El nombre de "Navacarros". En algunas fuentes escritas en castellano antiguo aparece como "Nabacarros", aunque hay autores que consideran la denominación como prerromana, debido al prefijo "Nava" el cual a partir del siglo XIII se utiliza para crear los nombres de gran cantidad de villas y pueblos. En este siglo, desaparecido el peligro de que el pueblo vuelva a pertenecer a otra comarca, se empiezan a crear numerosas iglesias en las zonas rurales, llegando a tener en casi todas las poblaciones una. Así en Navacarros es probable que en el siglo XIII se construyera la primera iglesia, la cual fue reconstruida sobre el año 1644 aprovechando la disposición y materiales de la otra más antigua. Las obras fueron contratadas por los canteros gallegos Juan y Pedro Portela y con Antonio Cacho, maestro carpintero vecino de Valdesangil, un pueblo cercano.
Como parte de la comunidad bejarana, tras la pérdida del voto en Cortes de Béjar y su paso a depender de Salamanca en ese aspecto a partir de 1425, hecho favorecido por el paso de Béjar y su territorio a manos de los Zúñiga en 1396, Navacarros pasó a formar parte del Reino de León, en el que se ha mantenido en las divisiones territoriales de Floridablanca en 1785 y finalmente en la de 1833 en que se crean las actuales provincias, quedando integrado Navacarros en la provincia de Salamanca, dentro de la Región Leonesa.
Sobre el año 1645 se concluyen las obras de la Ermita del Santísimo Cristo del Humilladero el cual le dará un nuevo monumento a la localidad de Navacarros, lugar que en nuestros días se conserva en muy buen estado, gracias a la colaboración sobre todo de las vecinas del pueblo que lo cuidan durante todo el año. De principios del siglo XVII datan los primeros documentos que posee actualmente la Iglesia de Navacarros, de 1612, a 1623, de 1623 a 1717... hasta nuestros días. En ellos se reflejan la natalidad y mortalidad en la parroquia de Navacarros.
El siglo XVII es el que más documentos escritos nos ha dejado y a través de ellos podemos conocer las costumbres y hechos más relevantes de la historia de Navacarros. Uno de estos documentos y de los más importantes es el "Libro de Becerro", perteneciente a la Parroquia de Nuestra Señora de la Asunción de Navacarros. El libro está escrito por iniciativa de D. Miguel Sánchez Castaño, párroco de la misma en 1729, año en que comienza a escribirse. Este libro describe los acontecimientos más importantes relacionados con la vida religiosa del pueblo desde 1729 hasta 1889, comenzando su escritura con estas frases:
"Hallándonos celebrando la Santa Misa en este lugar se nos ha presentado, por uno, cura rector, este libro de Becerro [...] para que como tal libro de Becerro, hayan partidas y tengan toda la fuerza [...] certificado por el cura rector y siendo Obispo D. Juan Benito de Echevarría...".

## Geografía humana

### Demografía
Cuenta con una población de 133 habitantes (INE 2024).
| Gráfica de evolución demográfica de Navacarros entre 1842 y 2021                                                      |
| |
| Población de derecho según los censos de población del INE. Población de hecho según los censos de población del INE. |

Según el Instituto Nacional de Estadística, Navacarros tenía, a 31 de diciembre de 2018, una población total de 98 habitantes, de los cuales 53 eran hombres y 45 mujeres. Respecto al año 2000, el censo refleja 132 habitantes, de los cuales 72 eran hombres y 60 mujeres. Por lo tanto, la pérdida de población en el municipio para el periodo 2000-2018 ha sido de 34 habitantes, un 26% de descenso.
El municipio se divide en dos núcleos de población. La totalidad de sus habitantes se concentra en Navacarros, pues Vistahermosa se encuentra despoblado.

### Economía
Hasta la segunda mitad del siglo XX, en Navacarros se desarrolló una economía basada en la agricultura y ganadería familiar. Pequeños minifundios dedicados a la recolección de frutas, cereales y hortalizas, regados con el abundante agua de arroyos y manantiales canalizados, así como la extracción de carne, leche y huevos de animales domésticos, permitieron la subsistencia de los habitantes del pueblo, que vendían sus excedentes a los pueblos cercanos y en el mercado de Béjar. Es a partir de los años 50 del siglo pasado, cuando muchos vecinos completan los limitados ingresos que esta economía les proporcionaba con trabajos temporales y, en el mejor de los casos, fijos, en la próspera industria textil de la comarca.
A partir de los años 70, coincidiendo con el inicio de la crisis textil, muchas familias emigran a otras ciudades: Avilés, Barcelona, Madrid, Valladolid, etc., con lo que comienza la despoblación de Navacarros, convirtiéndose las fértiles tierras antes cultivadas en zonas yermas y abandonadas.
En la actualidad, apenas quedan familias dedicadas al sector primario. Sobreviven negocios como la albañilería, carpintería, electricidad, imprenta, picadero de caballos, etc. y, sobre todo, el incipiente sector turístico: bares, restaurantes y casas rurales, pues la Estación de esquí de La Covatilla, se encuentra a sólo 12 km de distancia.

## Administración y política
| Partido político                             | 2019  | 2019  | 2019       | 2015  | 2015  | 2015       | 2011  | 2011  | 2011       | 2007  | 2007  | 2007       | 2003  | 2003  | 2003       |
| Partido político                             | %     | Votos | Concejales | %     | Votos | Concejales | %     | Votos | Concejales | %     | Votos | Concejales | %     | Votos | Concejales |
| Partido Popular (PP)                         | 51,85 | 42    | 2          | 36,56 | 34    | 1          | 42,16 | 43    | 3          | 55,42 | 46    | 4          | 60,44 | 55    | 4          |
| Partido Socialista Obrero Español (PSOE)     | 39,51 | 32    | 1          | 49,46 | 46    | 4          | 40,20 | 42    | 2          | 26,51 | 22    | 1          | 29,67 | 27    | 1          |
| Agrupación Independiente de Navacarros (AIN) | —     | —     | —          | —     | —     | —          | 9,80  | 10    | 0          | —     | —     | —          | —     | —     | —          |
| Izquierda Unida (IU CyL)                     | —     | —     | —          | —     | —     | —          | —     | —     | —          | 10,84 | 9     | 0          | —     | —     | —          |

## Transporte
El municipio está muy bien comunicado por carretera, por el discurre la SA-100 que conecta con la provincia de Ávila en sentido este enlazando con la AV-100 y permite acceder en sentido oeste tanto a la nacional N-630 que une Gijón con Sevilla como la autovía Ruta de la Plata que tiene el mismo recorrido que la anterior y cuenta con salida en el vecino término de Vallejera de Riofrío, permitiendo unas comunicaciones más rápidas con el municipio. Destaca además la carretera DSA-181 que surge del cruce con la anterior y comunica con el vecino término de Candelario. 
En cuanto al transporte público se refiere, tras el cierre de la ruta ferroviaria de la Vía de la Plata, que pasaba por el municipio de Béjar y contaba con estación en el mismo, no existen servicios de tren en el municipio ni en los vecinos, ni tampoco línea regular con servicio de autobús, siendo la estación más cercana la de Béjar. Por otro lado el aeropuerto de Salamanca es el más cercano, estando a unos 73km de distancia.

## Cultura

### Patrimonio
- Iglesia parroquial Nuestra Señora de la Asunción, Iglesia parroquial católica bajo la advocación de  Nuestra Señora de la Asunción , en la Archidiócesis de Mérida-Badajoz, Diócesis de Plasencia, arciprestazgo de Béjar.[6] Está construida sobre los cimientos de otra que se quemó. La actual fue construida en la primera mitad del siglo XVII. Fue parroquia de 4 pueblos: Palomares, Vallejera, La Hoya y Navacarros. Aún hoy se pueden ver las puertas por las que entraban los vecinos de estos pueblos. Es de las más grandes de la comarca. Tiene un coro alto y otro bajo y un órgano, actualmente muy deteriorado. Tiene varias pinturas, entre las que destaca el lienzo “Las Bodas Místicas de Santa Catalina” que aun siendo de autor desconocido, se atribuye a la escuela borgoñesa. Se dispone de numerosa información sobre su construcción en "El libro Becerro", iniciado en el año 1729 y que se conserva en el archivo parroquial.

- Ermita de El Humilladero, se encuentra situada en uno de los extremos del pueblo, en el antiguo camino a Ávila. Se fundó en 1645. Es una buena ermita, con amplio portal y arcos torales de piedra, en los que se sostiene una bóveda de ladrillo. El altar, del segundo Renacimiento, contiene una talla de la Santa Imagen, al parecer del siglo XVI y de bastante mérito, si bien fue desacertadamente restaurada en el siglo XIX. A los pies del Crucificado está arrodillada la Magdalena. Hay una hornacina, guarnecida con ocho tablas, que, a manera de marcos, ostentan ricos relieves dorados representando escenas de la Pasión.

- Puente romano, situado en el camino de Navacaros a Vallejera y por el que pasa un pequeño ramal de la calzada romana que atraviesa el pueblo.

### Fiestas
Durante el 22 de julio, se celebra la fiesta en honor a María Magdalena, una de las primeras citas del verano en las fiestas de los pueblos de la Comarca de Béjar.
El 15 de septiembre se celebra la fiesta de "El Cristo". Durante los nueve días previos a la fiesta se celebra la Novena, oficio religioso que congrega a los vecinos diariamente en la ermita de "El Humilladero", situada a las afueras del pueblo.